# 17 otra vez
17 otra vez (originalmente en inglés: 17 Again) es una película de 2009 dirigida por Burr Steers y protagonizada por Zac Efron y Matthew Perry junto a Leslie Mann, Thomas Lennon, Michelle Trachtenberg, Melora Hardin y Sterling Knight en papeles secundarios. La película relata la historia de Mike O'Donnell (Perry), un exfarmacéutico de 37 años que se convierte en su yo de 17 años (Efron) después de un accidente fortuito.
Fue estrenada el 17 de abril de 2009 en Estados Unidos, el 7 de mayo del mismo año en casi toda Hispanoamérica y el 30 de abril del mismo año en España. Ha recaudado $139 millones y recibió críticas mixtas por parte de los críticos.

## Argumento
En 1989, la novia del atleta estrella de 17 años Mike O'Donnell (Zac Efron) del equipos de baloncesto, Scarlet Porter (Allison Miller), le dice que está embarazada, momentos antes de su probable beca —ganar el juego de baloncesto del campeonato de la escuela secundaria—. Mike juega los primeros segundos del juego antes de salir de la cancha para perseguir a Scarlet, cuando ella abandona el coliseo desesperada por la falta de respaldo a su embarazo, abandonando sus esperanzas de ir a la universidad y lograr una carrera que podría respaldar su futuro.
Veinte años después, Mike, de 37 años (Matthew Perry), encuentra su vida estancada y aburrida, abandonando cualquier proyecto comenzado. Scarlet (Leslie Mann) (ahora su esposa y madre de sus dos hijos), quiere solicitar el divorcio, esto lo obligó a mudarse con su mejor amigo Ned Gold (Thomas Lennon), un geek extremadamente adinerado, vive rodeado de lujos y es excéntrico, es soltero pero igualmente infeliz. 
Mike terminó renunciando a su trabajo después cuando lo ignoraron para un ascenso y creía merecer, por sus hijos en edad de escuela secundaria, Maggie (Michelle Trachtenberg), de 18 años y Alex (Sterling Knight), de 16 años, no quieren tener ninguna relación con él. Más tarde, mientras conduce de regreso a casa de Ned durante una tormentosa noche, se encuentra con el conserje (Brian Doyle-Murray) de su escuela secundaria, subido encima de la valla de un puente, da la impresión de querer suicidar. 
Mike detiene su coche con intención de evitar el suicidio del conserje, se tire al río y muera, pero cuando llega a su altura, este ha desaparecido misteriosamente. Al tratar de encontrarlo en el río (creyéndose que se había caído después de perderlo de vista), ve por unos instantes un reflejo de sí mismo como lo fue hace 17 años, cuando era joven y al intentar verlo con claridad, se cae directamente al río y esta extraña situación, de repente transforma a Mike de nuevo en su yo de 17 años, más joven y atlético.
En ese mismo instante, regresa a la casa de Ned, lo encuentra y piensa se trata de un ladrón entrando a robar en su casa, luchan y no sabe él es su amigo Mike pero más joven. Mientras ambos empiezan a pelear entre sí con diferentes tipos de armas, réplicas de espadas y armas de juguete, Mike intenta convencer a Ned en la lucha de ser su mejor amigo, pero no le cree. Cuando Ned iba a golpear a Mike con la foto y el marco del partido de baloncesto de la escuela secundaria, este ve la foto y finalmente se entera, confirmando él era su amigo. 
Después de ser convencido, Ned sospecha de la transformación de Mike, fue causada por un guía espiritual místico tratando de guiarlo por un camino mejor. Luego de saber la verdad, Mike cree  debe ir al escuela secundaria para buscar al conserje, ayudarlo y lograr volver a estar en su forma normal de 37 años.
Mike llega a la escuela secundaria, pero no encuentra al conserje por ningún lado, ya no trabaja en esa escuela e incluso se encuentra con sus hijos, pero estos no le hacen caso porque no lo reconocen y sospechan de él, se trata de alguien muy extraño. Finalmente, al encontrar las herramientas de limpieza del conserje cerca de la entrada a la cancha de baloncesto, Mike termina descubre la única forma de volver a su edad normal, era repitiendo su último año en la escuela secundaria. Muy decidido y con la ayuda de Ned, decide inscribirse en la escuela secundaria haciéndose pasar por Mark Gold, el hijo de Ned fuera del matrimonio oculto durante varios años, y planea ir a la universidad con una beca de baloncesto, como estaba previsto hacerlo en el pasado. Cuando se hace amigo de su hijo acosado por sus compañeros y el equipo de baloncesto, y descubre a su hija con un novio llamado Stan (Hunter Parrish), no la respeta y atormenta a Alex con frecuencia, Mike llega a creer entonces en una nueva misión en su vida, la nueva etapa de su vida es ayudar a sus hijos en la escuela.
A través de sus hijos, trata de ser su amigo, llega a su casa para jugar baloncesto y se encuentra con Scarlet, llegando en ese momento con su amiga y reconoce el parecido con su esposo cuando estaba en la escuela, Mike pasa más tiempo con Scarlet, la madre de sus hijos, quien ésta nota su notable parecido con su esposo desde su juventud, pero lo racionaliza como una extraña coincidencia. Decidiendo también tratar de arreglar su relación con Scarlet, Mike comienza a terminar (con el pretexto de obtener "crédito voluntario") todos los proyectos de jardinería que había abandonado cuando era adulto. 
Ahora él hace todo lo posible por separar al novio Stan de su hija Maggie y al mismo tiempo, anima a Alex a tener más confianza para poder formar parte del equipo de baloncesto de la escuela, entrenan juntos y lo anima a salir con una chica llamada Nicole (Josie Loren) por estar enamorado de ella pero ser ignorado en la escuela. Mike tiene dificultades para resistir su deseo por Scarlet a pesar de lo inapropiado de la relación por la diferencia de edad física entre ellos. Mientras tanto, su amigo Ned comienza a perseguir a la directora de la escuela, Jane Masterson (Melora Hardin), a través de acrobacias cada vez más extravagantes para ganarse su afecto, pero ella le reprende rotundamente.
En su cita, Jane no está del todo impresionada con Ned hasta abandonar la personalidad de "chico rico sofisticado" y admite ser en realidad un geek. Luego, Jane revela su propio entusiasmo por la cultura geek al hablarle en lenguaje élfico y los dos comienzan a llevarse muy bien. Esa misma noche Mike organiza una fiesta para celebrar la victoria de un partido de baloncesto en la casa de Ned, mientras Ned sale con Jane en su cita, donde se enfrenta a Stan, quien recientemente dejó a Maggie por no acostarse con él, en la lucha es golpeado, Mike queda inconsciente y se despierta con Maggie tratando de seducirlo, juntos en una habitación de la casa. 
Mike le dice a su hija estar enamorado de otra persona y Maggie se va decepcionada, para alivio de Mike. Scarlet llega a la fiesta preocupada por la asistencia de sus hijos, pero Mike habla con ella y le muestra a su hijo Alex quien finalmente logró reunirse con su enamorada. Los dos tienen una conversación íntima y entonces Mike, atrapado en el momento, intenta besarla y es rechazado por Scarlet. Ned llega a su casa lujosa y la fiesta se termina para todos.
El día de la audiencia judicial para finalizar el divorcio de Scarlet y Mike, él hace un último intento de recuperarla (como Mark) leyendo una supuesta carta de Mike, cuando en realidad improvisa y revela sus sentimientos. Afirmando aunque no pudo arreglar las cosas al comienzo de su vida, eso no cambia el hecho de amarla todavía. Después de abandonar la sala del tribunal, Scarlet toma la carta y descubre en realidad son instrucciones escritas en esa hoja, para llegar a la sala del tribunal y comienza a sentir curiosidad del misterio que envuelve a Mike. Como resultado, pospone el divorcio por un mes para investigar el misterio. 
Frustrado por no poder salvar su matrimonio, Mike decide buscar una vez más la beca de baloncesto y estudiar en la universidad, y seguir adelante con una nueva vida con su forma de joven de 17 años, al sospechar nunca más regresaría a su edad normal de 37 años y debe aprovechar esta nueva oportunidad para hacer las cosas bien con su vida. Durante un partido de baloncesto de la escuela secundaria, Mike se revela a Scarlet para tratar de estar con ella. Mientras Scarlet se escapa asustada por esta revelación y el misterio de la situación, Mike decide perseguirla (tal como lo hizo en 1989), pero no sin antes pasarle el balón a su hijo y él ingresa al partido, convertido en un mejor jugador entrenando con su padre para recibir la beca, entonces en un pasillo del coliseo y la aparición del conserje nuevamente en las graderías del coliseo para solucionar el problema, él finalmente recupera su forma de 37 años de edad y regresa con Scarlet.
Mientras Mike se prepara para su primer día como nuevo entrenador de baloncesto en la escuela de sus hijos, su amigo Ned, logra iniciar con éxito una relación amorosa con Jane, le regala un silbato y ambos están felices con sus nuevos comienzos en la vida, y la nueva oportunidad de mejorar sus vidas con la ayuda y la intervención del conserje de la escuela.

## Reparto
| Actor                 | Personaje                                                 | Descripción                        |
| --------------------- | --------------------------------------------------------- | ---------------------------------- |
| Zac Efron             | Mike O'Donnell (joven) / Mark Gold (alias en la escuela). |                                    |
| Matthew Perry         | Mike O'Donnell                                            |                                    |
| Leslie Mann           | Scarlett "Scar" O'Donnell                                 |                                    |
| Thomas Lennon         | Ned Gold                                                  |                                    |
| Sterling Knight       | Alex O'Donnell                                            |                                    |
| Michelle Trachtenberg | Maggie O'Donnell                                          |                                    |
| Melora Hardin         | Directora Jane Masterson                                  |                                    |
| Jim Gaffigan          | Entrenador Murphy                                         |                                    |
| Margaret Cho          | Sra. Dell                                                 |                                    |
| Allison Miller        | Scarlett "Scar" (joven)                                   |                                    |
| Tyler Steelman        | Ned Gold (joven)                                          |                                    |
| Brian Doyle-Murray    | Conserje                                                  |                                    |
| Hunter Parrish        | Stan                                                      | Novio de Maggie y después exnovio. |
| Diana-Maria Riva      | Jueza                                                     |                                    |

## Producción
Se empezó a rodar en 2008 en diferentes localizaciones de Estados Unidos. Destacando las poblaciones de Los Ángeles y Santa Mónica. Hacia inicios de 2008 Zac Efron tuvo apendicitis: empezó como un dolor de estómago, pero finalmente acabó al anochecer en el hospital y fue operado de urgencia esa misma noche. Durante la filmación Zac Efron llamaba por teléfono a Matthew Perry para que este le aconsejara cómo recitar sus diálogos e imitar gestos, para así hacer una interpretación más convincente. Michelle Tratchenberg interpreta a la hija de Mike O'Donnell (Zac Efron), sin embargo la actriz es dos años mayor que el actor.
Las filmaciones terminaron en octubre de 2008.

## Recepción

### Respuesta crítica
Según la página de Internet Rotten Tomatoes obtuvo un 56% de comentarios positivos, llegando a la conclusión de que «pese a que utiliza una fórmula muy gastada, encuentra en el encanto de Zac Efron lo suficiente como para dar lugar a una inofensiva y disfrutable comedia adolescente». Roger Ebert escribió para el Chicago Sun Times que era «un entretenimiento agradable e inofensivo para todos los públicos, con un argumento algo más sorprendente y unas interpretaciones algo mejores de lo que yo esperaba». Peter Travers señaló «un pobre plagio de Big de Tom Hanks. [...] El director Burr Steers [...] se estanca puliendo clichés. Si no adivinas qué va a suceder, es que nunca has visto ninguna película. Y si no has visto ninguna, por Dios bendito: no empieces por ésta. [...]». Según la página de Internet Metacritic obtuvo críticas mixtas, con un 48%, basado en 17 comentarios de los cuales 9 son positivos.

### Taquilla
Estrenada en 3.255 cines estadounidenses debutó en primera posición con 23 millones de dólares, con una media por sala de 7.288 dólares, por delante de State of Play. Recaudó 64 millones en Estados Unidos. Sumando las recaudaciones internacionales la cifra asciende a 136 millones. El presupuesto estimado invertido en la producción fue de 20 millones.

## Adaptación
18 Again es una serie surcoreana del 2020 transmitida por JTBC, protagonizada por Yoon Sang-hyun, Lee Do-hyun y Kim Ha-neul.